# Obice
Obice – wieś w Polsce położona w województwie świętokrzyskim, w powiecie kieleckim, w gminie Morawica. 
| SIMC    | Nazwa      | Rodzaj     |
| ------- | ---------- | ---------- |
| 0254344 | Dębina     | przysiółek |
| 0254309 | Dłużyca    | przysiółek |
| 0254315 | Dwór       | część wsi  |
| 0254350 | Pastwisko  | przysiółek |
| 0991887 | Podlisowie | przysiółek |
| 0254321 | Rozdole    | przysiółek |
| 0254338 | Stara Wieś | część wsi  |
| 0254367 | Zastawie   | przysiółek |

W latach 1954–1961 wieś należała i była siedzibą władz gromady Obice, po jej zniesieniu w gromadzie Dębska Wola. W latach 1975–1998 miejscowość administracyjnie należała do województwa kieleckiego.
Na terenie wsi planowano budowę portu lotniczego Kielce-Obice.